# Benzoato di calcio
Il benzoato di calcio è il sale di calcio dell'acido benzoico. A temperatura ambiente si presenta come una polvere bianca inodore.

## Uso come additivo
Il benzoato di calcio trova impiego nell'industria alimentare come conservante (il suo codice è E213), e il suo uso alimentare è approvato nell'Unione europea,, negli Stati Uniti, in Australia e in Nuova Zelanda..
Si usa prevalentemente su cibi lievemente acidi, e le sue qualità di conservante sono migliori con un pH superiore a 5. A causa della sua azione fungicida, si può trovare anche nella frutta.. Ferma la crescita di muffe e lievito. 